# Missionarie ausiliarie del Sacro Cuore
Le Missionarie Ausiliarie del Sacro Cuore (in inglese Mission Helpers of the Sacred Heart) sono un istituto religioso femminile di diritto pontificio: le suore di questa congregazione pospongono al loro nome la sigla M.H.S.H.

## Storia
Le origini della congregazione risalgono al 1888, quando la vedova Anna Hartwell offrì a John Slattery, superiore provinciale della Società di San Giuseppe del Sacro Cuore, la sua disponibilità a svolgere attività missionaria e catechistica presso la popolazione nera di Baltimora. Alla Hartwell si unirono presto alcune compagne insieme con le quali, il 5 agosto 1890, diede inizio all'istituto delle Missionarie Ausiliarie Figlie dello Spirito Santo.
In seguito le religiose iniziarono a progettare di estendere il loro apostolato ai bianchi, mentre Slattery impose alle religiose di continuare a limitare la loro opera ai neri: i contrasti furono superati nel 1895 grazie all'intervento del cardinale James Gibbons, arcivescovo di Baltimora, che rimosse Slattery dalla carica di superiore ecclesiastico della comunità sostituendolo con padre Peter Tarro e che approvò la nuova finalità dell'istituto.
La congregazione assunse la denominazione di Missionarie Ausiliarie del Sacro Cuore; il titolo di fondatrice venne attribuito a Mary Cunningam, l'unica del gruppo che aveva dato inizio all'istituto a non aver già abbandonato la comunità.
Nel 1902 fu aperta la prima missione a Porto Rico.
Le Missionarie Ausiliarie del Sacro Cuore ottennero il pontificio decreto di lode il 21 dicembre 1941 e l'approvazione definitiva delle costituzioni l'11 luglio 1949.

## Attività e diffusione
Le religiose si dedicano specialmente alla catechesi e all'educazione, anche in scuole speciali per ciechi, sordomuti e disabili psichici.
Oltre che negli Stati Uniti d'America, sono presenti a Porto Rico e in Venezuela; la sede generalizia è a Baltimora.
Alla fine del 2008 la congregazione contava 73 religiose in 31 case.